# 添馬公園

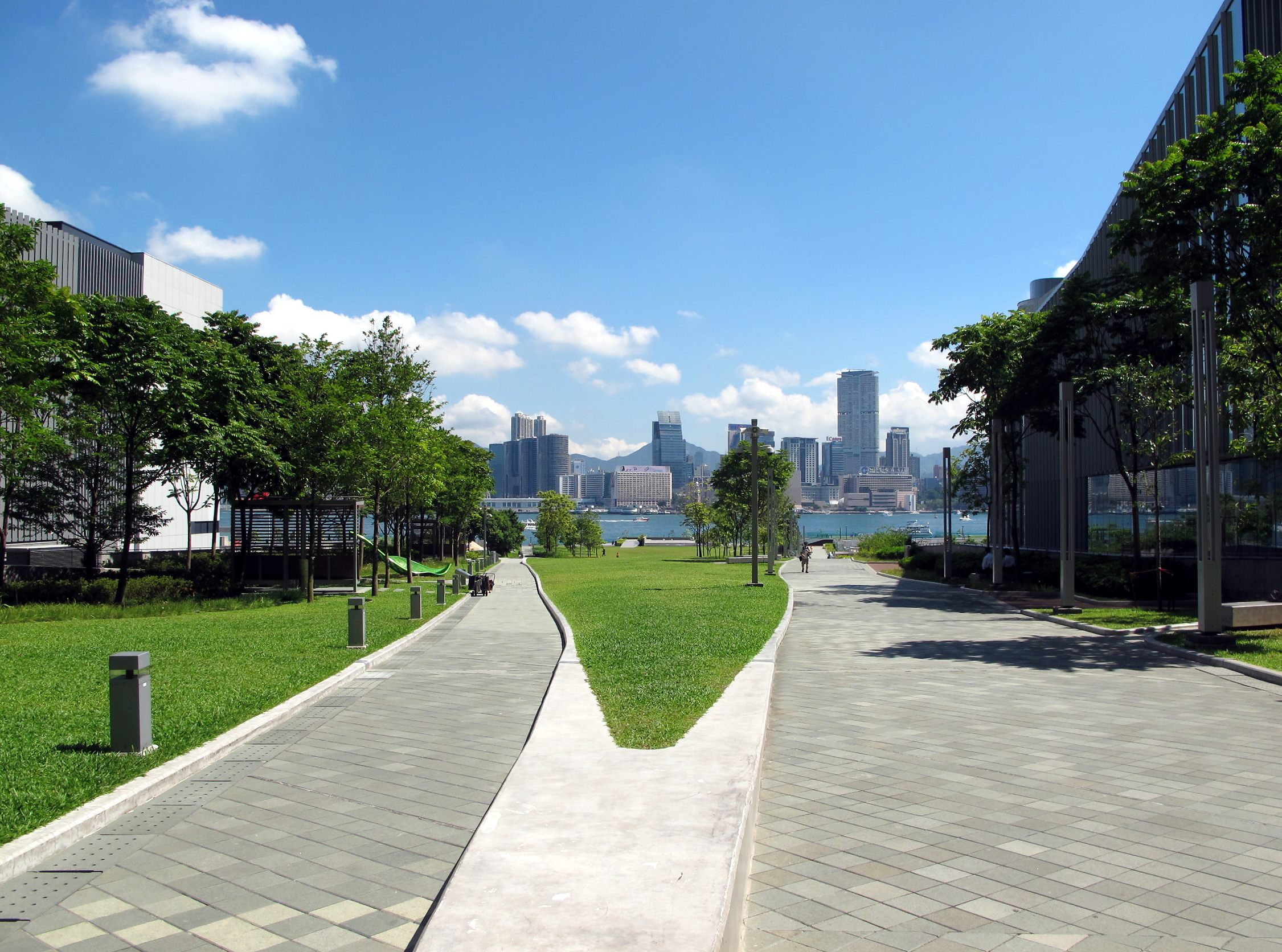
添馬公園草地

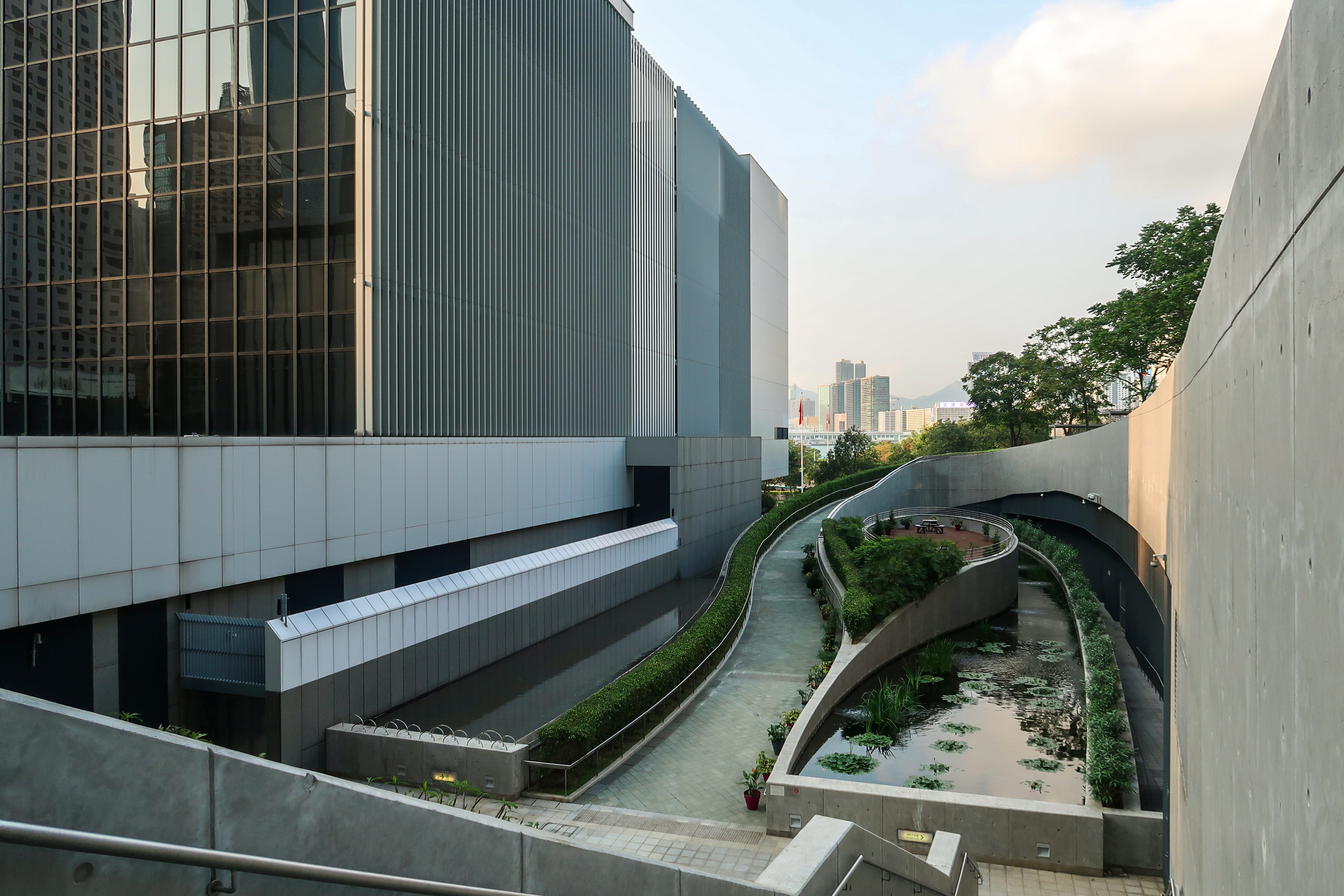
添馬公園內隱閉角落設水池

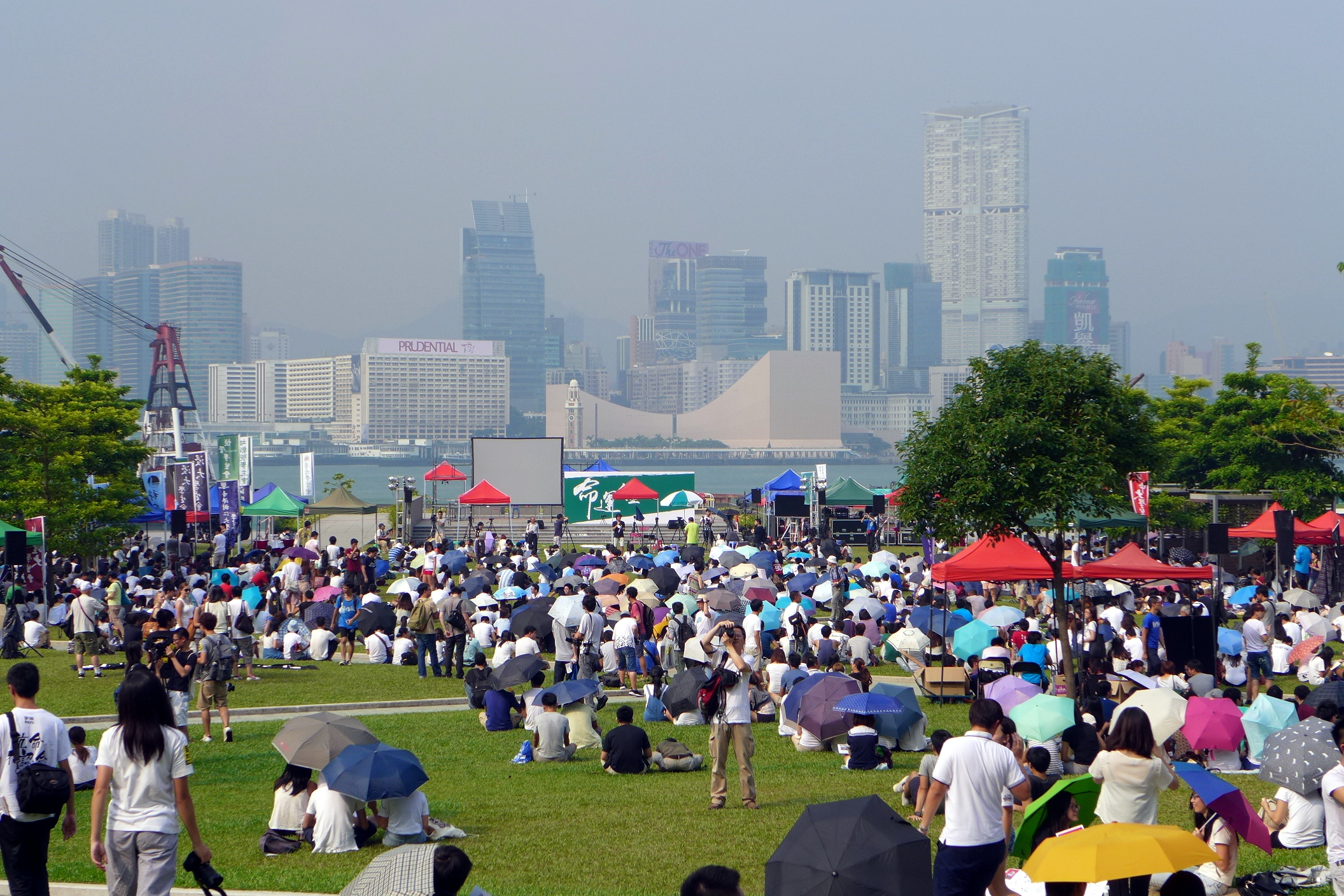
2014年香港學界大罷課期間在添馬公園進行公民講堂

添馬公園（英語：Tamar Park）是一處位於香港中西區添馬以「地常綠」為設計概念的公園，其佔地約17,000平方米，佔有8成添馬艦的公共空間，可容納約1.7萬人，由康樂及文化事務署管理。添馬公園由立法會道、添美道、夏慤道、添華道及龍和道包圍。政府總部、行政長官辦公室及立法會綜合大樓皆毗鄰添馬公園。

## 沿革
2005年，時任行政長官曾蔭權在發表《施政報告》時表示重新啟動添馬艦發展工程。
2007年3月26日，香港政府公布在添馬艦興建新政府總部的4份設計計劃，當中以「公眾的添馬」為名的設計方案中計劃建築物餘有之地方以「地常綠」為設計概念劃為公眾休憩用地，並且設計把公眾休憩用地與灣仔區的海濱長廊連接；當局最終採用了此方案，相關工程亦於2008年2月啟動。隨著新政府總部於2011年8月18日時任國務院副總理李克強主持開幕及遷入使用，添馬公園亦於同年10月10日正式對外開放。

## 設施
位於添馬公園之內近添美道及夏慤道交界附近設立了一座可以容納約240人座席，用作文化表演用途的露天劇場。而公園內也設有水景設施，以及由東華三院開辦的茶座，名為iBakery Gallery Café。公園的草地鋪有大葉草，而連同添馬公園在內的添馬艦公共空間種植麻楝、樂昌含笑、樟樹、羊蹄甲、細葉榕及香港市花——洋紫荊等品種約400棵樹。

## 戶外公共藝術品
行政署於2010年中以公開形式徵召公共藝術品作品提案，以設置於公園內。計劃獲得吸引了326件初步提案，由前政務司司長擔任主席並由知名藝術及建築界人士擔任委員的評審委員會完成評審，最後共選取了五件藝術品，已於2012年至2013年安裝於公園內。

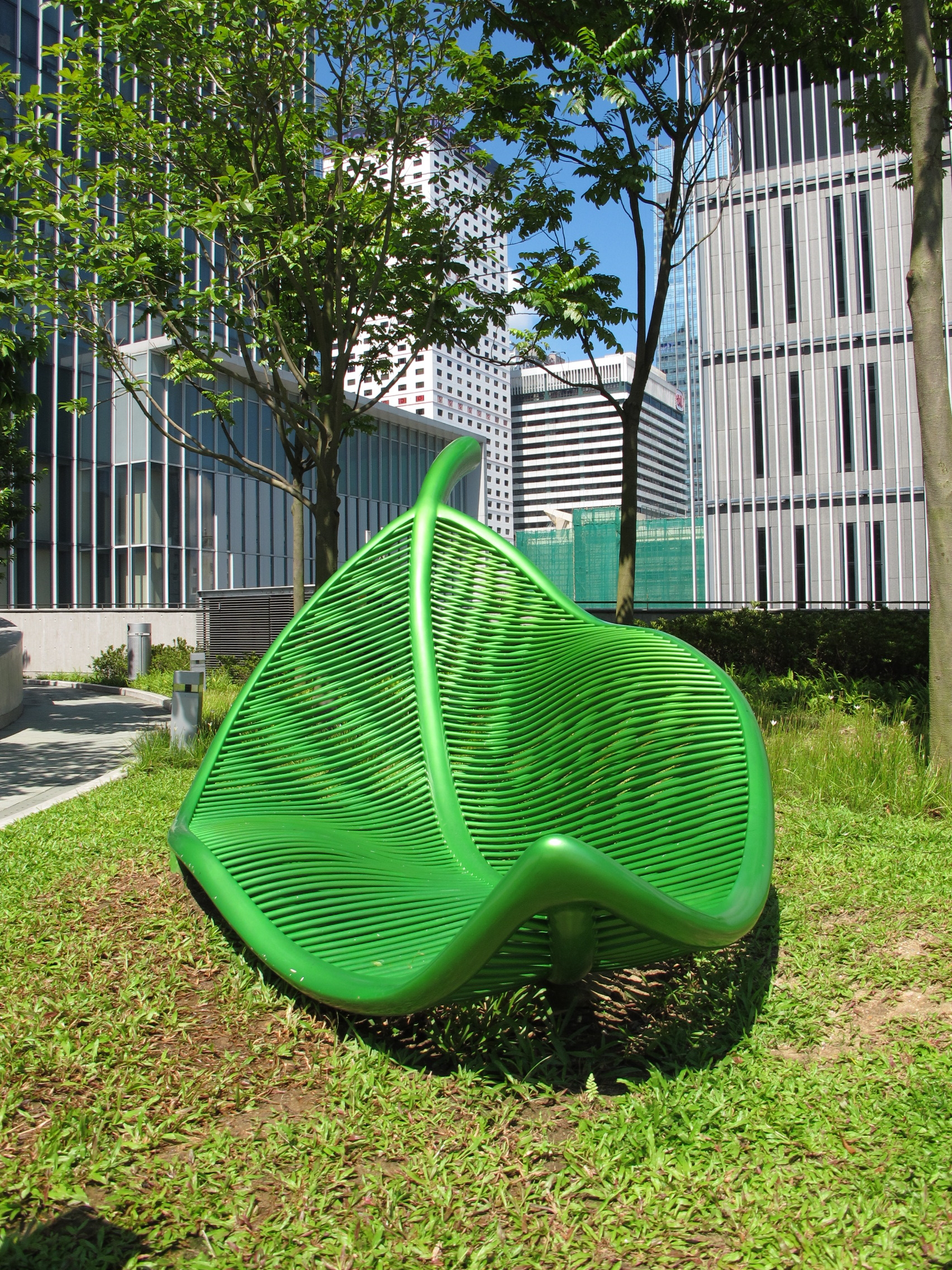
葉一片﹒光合動態
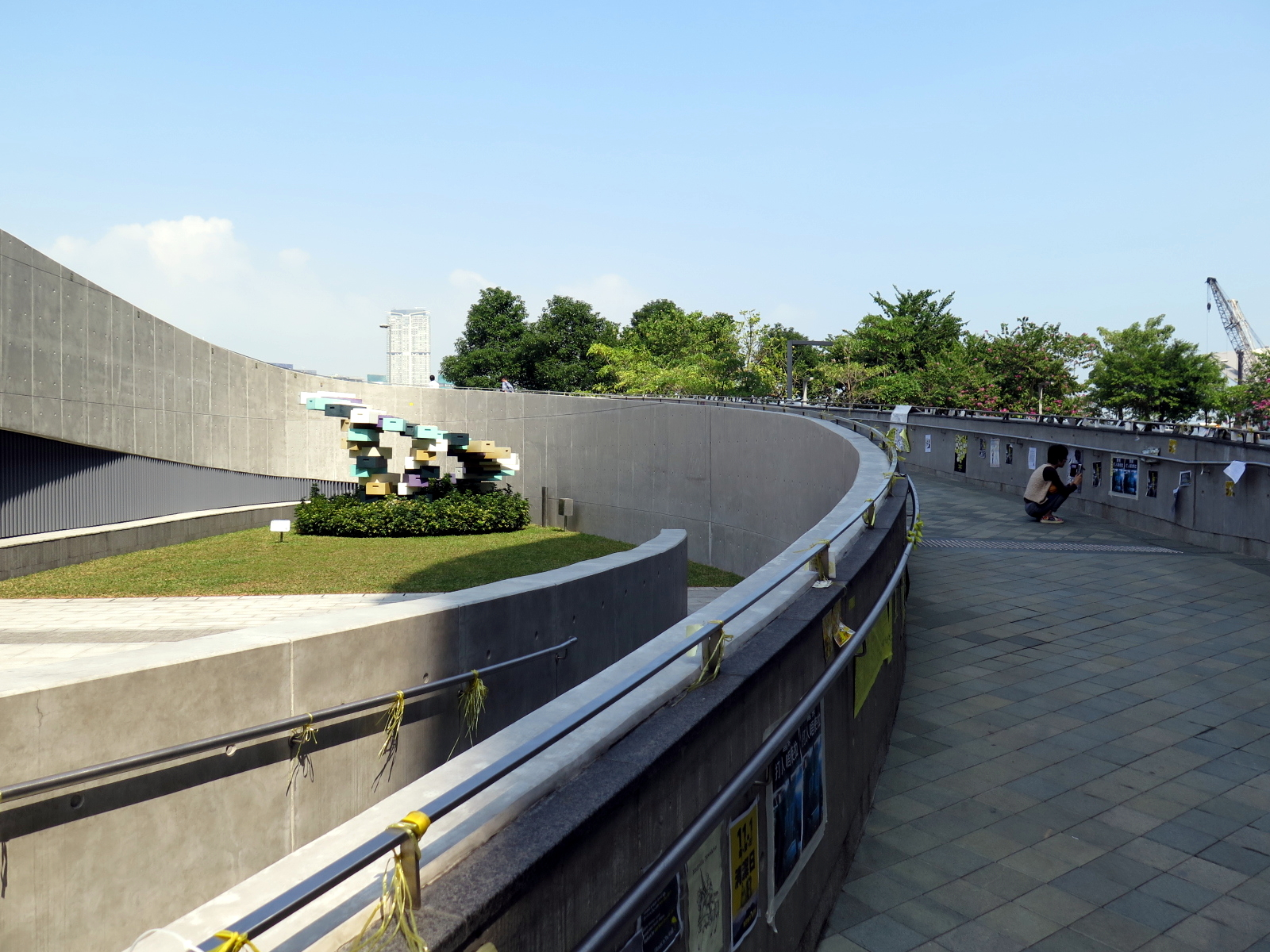
雕塑院內的果欄
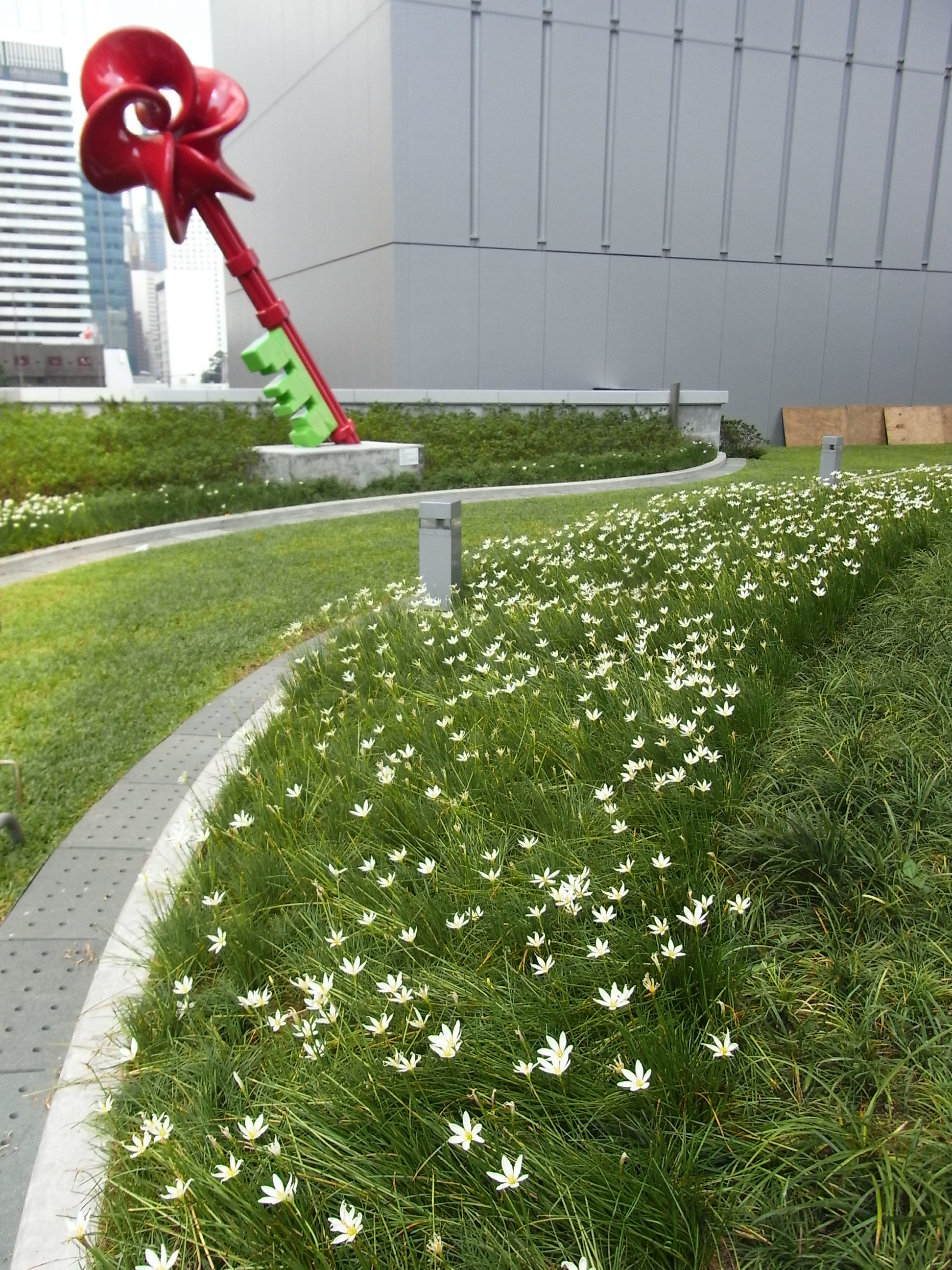
城市鑰匙
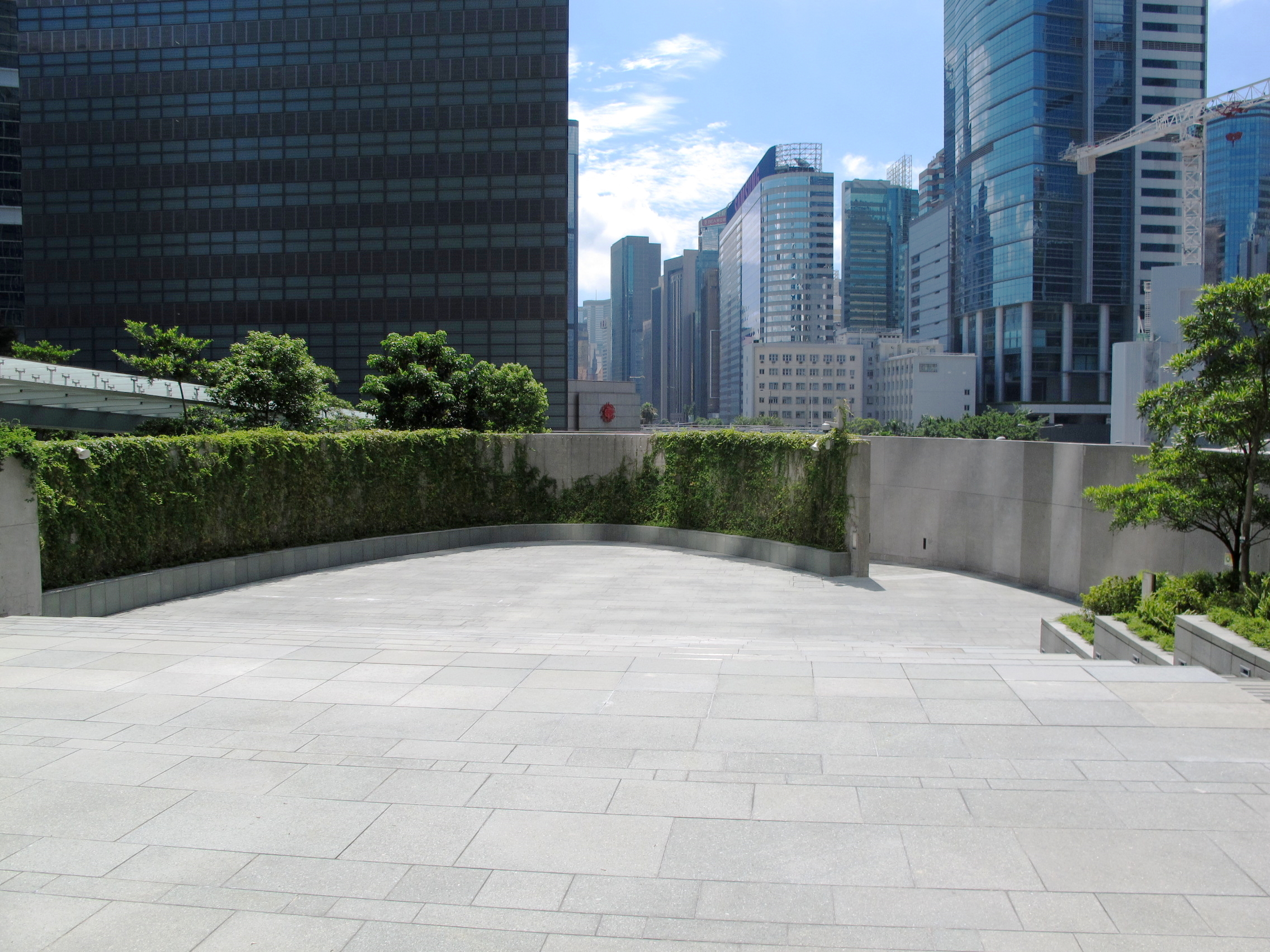
添馬露天劇場
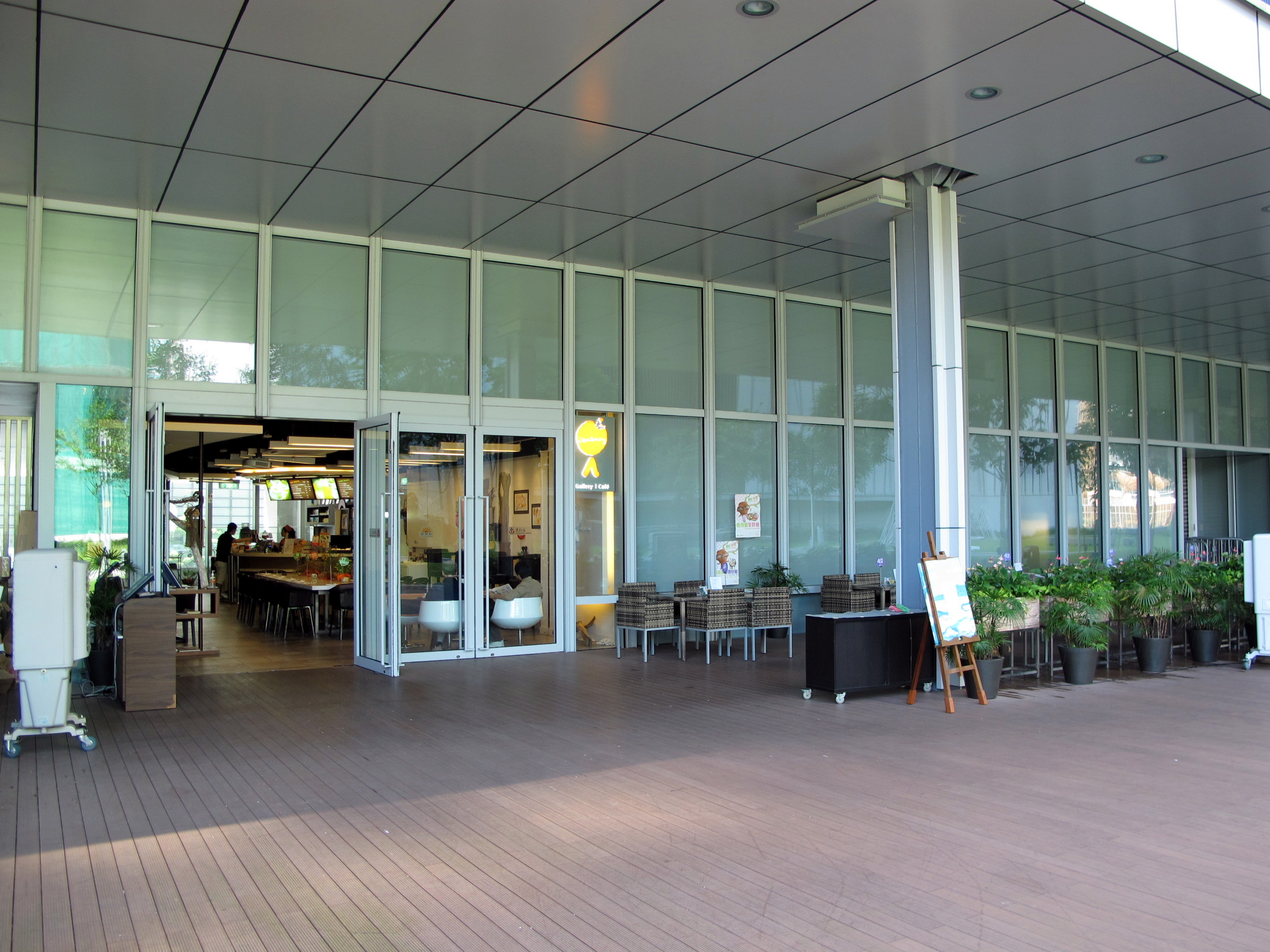
由東華三院開辦的茶座iBakery Gallery Café

## 毗鄰建築
毗鄰添馬公園之東南及西南的建築物分別是為政府總部東、西翼大樓，而立法會綜合大樓及行政長官辦公室也分別毗鄰於公園的東北方及西北方；從公園向北隔維多利亞港與九龍尖沙咀一帶對望。

## 外部連結
- （繁體中文） 添馬－公共運輸服務及交通安排
- 康樂及文化事務署:添馬公園 （页面存档备份，存于）（繁體中文）